# Eva Kjer Hansen
Eva Kjer Hansen, född 1964 i Hellevad, är en dansk politiker. Hon representerar partiet Venstre. Från den 28 juni 2015 till 29 februari 2016 var hon för andra gången livsmedelsminister.

## Biografi
Eva Kjer Hansen föddes i Aabenraa i Sønderjylland. Hon är dotter till lantbrukaren Hans Hansen och Ellen Kjer Hansen. Som barn gick hon på Hellevad Skole och Rødekro Skole 1971-1980. Hon tog studenten från Aabenraa Statsskole 1983. Året därefter påbörjade hon sina universitetsstudier vid Köpenhamns Universitet, från vilken hon tog en examen i politologi 1989. 1990-1991 genomförde hon en tilläggsutbildning vid Danmarks Journalisthøjskole.
Eva Kjer Hansen är gift med Jörgen Berg Hansen. Paret har tre döttrar.

## Politisk karriär
Eva Kjer Hansen blev invald till folketinget 1990. Här satt hon fram till 1994, då hon blev invald som en av representanterna för Venstre i Europaparlamentet. Detta uppdrag innehade hon fram till 1999 och återvände till folketinget igen. Hon har suttit med i ett antal utskott (da: udvalg) däribland europautskottet, socialutskottet, rättsutskottet och arbetsmarknadsutskottet. Hon har också suttit med i styrelsen för European Center for Minority Issues (ECMI) och varit ordförande för Atlantsammenslutningens Repræsentantskab.
Eva Kjer Hansens utsågs till social- och jämställdhetsminister 2004, ett ämbete hon höll fram till 2007. Den perioden kännetecknades av kontroverser. I en intervju som publicerades i Jyllands-Posten 2005 uttryckte hon sig bland annat på följande vis: 
"Det råder inget tvivel om, att olikhet var ett fy-ord hos socialdemokraterna på 1990-talet. det är det inte hos oss. Och nu är det vi som styr utvecklingen. Jag lägger upp med ett farväl till likhetsmakeriet. Då skulle man vid varje givet tillfälle försöka snärja åt gapet mellan rik och fattig. Jag säger något annat: Låt de rika bli rikare, så att det kan skapa dynamik och komma hela samhället tillgodo. Min socialpolitik handlar om att folk, som kan och vill, skal tjäna bra med pengar, eftersom det kan skapa arbetsplatser och skatteintäkter. Om det betyder, att skillnaden blir större, gör det inte något".
För detta uttalande fick Kjer Hansen stöd från ett antal Venstrepolitiker, men inte av statsminister Anders Fogh Rasmussen, som sa åt henne att ta tillbaka sina uttalanden eller avgå.
2007 utsågs Eva Kjer Hansen till ny jordbruksminister.
I statsminister Lars Løkke Rasmussens ommöblering av sin regering 2010, fick Eva Kjer Hansen avgå som jordbruksminister. Anledningen var att hon var nära på att få en misstroendeförklaring från folketinget, vilket skulle kunna skada den redan belastade regeringen ytterligare. Hon blev dessutom impopulär hos den danska regeringens stödparti, Dansk Folkeparti, som rasade mot hennes tveksamhet angående en hormonförstörande kemikalie som fanns i danska nappflaskor. Hon blev under sin ministertid kallad för den stille minister, eftersom hon levererade få uppseendeväckande resultat.

## Övrigt
I juli 2009 deltog Eva Kjer Hansen, tillsammans med statsminister Lars Løkke Rasmussen, biståndsminister Ulla Tørnæs och hälsominister Jakob Axel Nielsen, i Team Rynkeby-loppet. Rutten hade Paris som slutmål, men Eva Kjer Hansens cykeltur slutade olyckligt. I ett möte med en motkörande bil tvingades Kjer Hansen att slänga sig ned i ett dike, vilket resulterade i ett brutet skulderblad och inläggning på sjukhuset i Itzehoe.

## Utmärkelser
- Kommendör av Dannebrogorden,  2005

[Redigera Wikidata]